# 佩特勒基瓦亞鄉
佩特勒基瓦亞鄉（羅馬尼亞語：Comuna Petrăchioaia, Ilfov），是羅馬尼亞的鄉份，位於該國南部，由伊爾福夫縣負責管轄，面積57平方公里，海拔高度77米，2007年人口2,552，人口密度每平方公里45人。